# Gottfried Dietrich Wilhelm Berthold
Pour les articles homonymes, voir Berthold.
Gottfried Dietrich Wilhelm Berthold est un botaniste allemand, né le 16 septembre 1854 à Gahmen en province de Westphalie et mort le 7 janvier 1937 à Göttingen.

## Éléments biographiques
Il est le fils de Franz Diederich Heinrich Berthold et de Johanna Hermine Wilhelmine. Il se marie avec Anna Brons, union dont il aura deux fils et une fille. Il enseigne à Göttingen de 1887 à 1923.
Il étudie d’abord les algues notamment de la région de Naples avant de se consacrer à l’étude de la physiologie végétale.

## Œuvres
- Die Cryptonemiaceen des Golfes von Neapel und der Angrenzenden Meeres-abschnitte, Leipzig, Wilhelm Engelmann, 1884, Fauna und Flora des Golfes von Neapel und der Angrenzenden Meeres-Abschnitte, Band XII, 17 p., 8 pl.
- Studien über Protophamamechanik (1886)
- Untersuchungen zur Physiologie der Pflanzlichen Organisation (deux volumes, 1898-1904).